# Бондарєв Станіслав Володимирович
Станіслав Володимирович Бондарєв (рос. Станислав Владимирович Бондарев; нар. 29 червня 1968, Ташкент, Узбецька РСР) — радянський та російський футболіст, захисник, півзахисник та нападник.

## Життєпис
Вихованець ДЮСШ-6 міста Тамбова.
На найвищому рівні дебютував 3 вересня 1985 року у вищій лізі чемпіонату СРСР у складі ростовського СКА. У команді провів сім сезонів, зігравши у всіх неаматорських лігах.
У 1991 році перейшов у «Шахтар» (Донецьк), провів два матчі на Кубок СРСР. У 1992-2000 роках виступав за «Жемчужину» (Сочі), а в сезоні 1993/94 грав за ізраїльський «Бейтар» (Тель-Авів). За «Жемчужину» у вищому дивізіоні провів 7 сезонів.
Професіональнну кар'єру закінчив у 2001 році у клубі другого дивізіону «Кузбас-Динамо».